# Franco Fontana (impresario)
Franco Fontana (Napoli, 26 luglio 1934) è un produttore teatrale italiano, organizzatore di concerti.
A Franco Fontana viene riconosciuto il merito di aver portato la musica brasiliana in Italia.

## Biografia
Fontana ha iniziato la carriera come produttore teatrale nel 1967 con lo spettacolo DKBC con Vittorio Gassman al teatro La Cometa di Roma. Nel 1969 ha prodotto La lupa di Giovanni Verga con Anna Magnani e la regia di Franco Zeffirelli all'Aldwych Theatre di Londra. Negli anni settanta ha presentato la commedia di Harold Pinter Il Ritorno a Casa con la regia di Mauro Bolognini e le scene di Pier Luigi Pizzi.
Nel 1969 i commediografi Garinei e Giovannini affidarono a Franco Fontana il compito di organizzare dei concerti al Teatro Sistina di Roma tutti i lunedì del mese, giorno di chiusura del teatro. La rassegna, che sarebbe stata chiamata I Lunedì del Sistina, avrebbe ospitato nomi importanti del panorama musicale internazionale. Tra i tanti, Miles Davis, Ray Charles, Count Basie, Joan Baez, Ella Fitzgerald, Stan Getz, Oscar Peterson, Dizzy Gillespie, Miriam Makeba, Charles Aznavour, Gilbert Bécaud, Juliette Gréco, Amália Rodrigues, Tom Jobim, Vinícius de Moraes, Chico Buarque, Maria Bethânia, Elis Regina, Gal Costa, Caetano Veloso, Gilberto Gil, Toquinho e Baden Powell.

## Riconoscimenti
- Premio Maschera d'argento
- Premio Prima Pagina
- Ordem do mérito cultural